# Machalpur
Machalpur é uma cidade e uma nagar panchayat no distrito de Rajgarh, no estado indiano de Madhya Pradesh.

## Geografia
Machalpur está localizada a 24° 08′ N, 76° 18′ L. Tem uma altitude média de 389 metros (1 276 pés).

## Demografia
Segundo o censo de 2001, Machalpur tinha uma população de 7 884 habitantes. Os indivíduos do sexo masculino constituem 52% da população e os do sexo feminino 48%. Machalpur tem uma taxa de literacia de 53%, inferior à média nacional de 59,5%: a literacia no sexo masculino é de 67% e no sexo feminino é de 39%. Em Machalpur, 17% da população está abaixo dos 6 anos de idade.